# Vladimír Remek

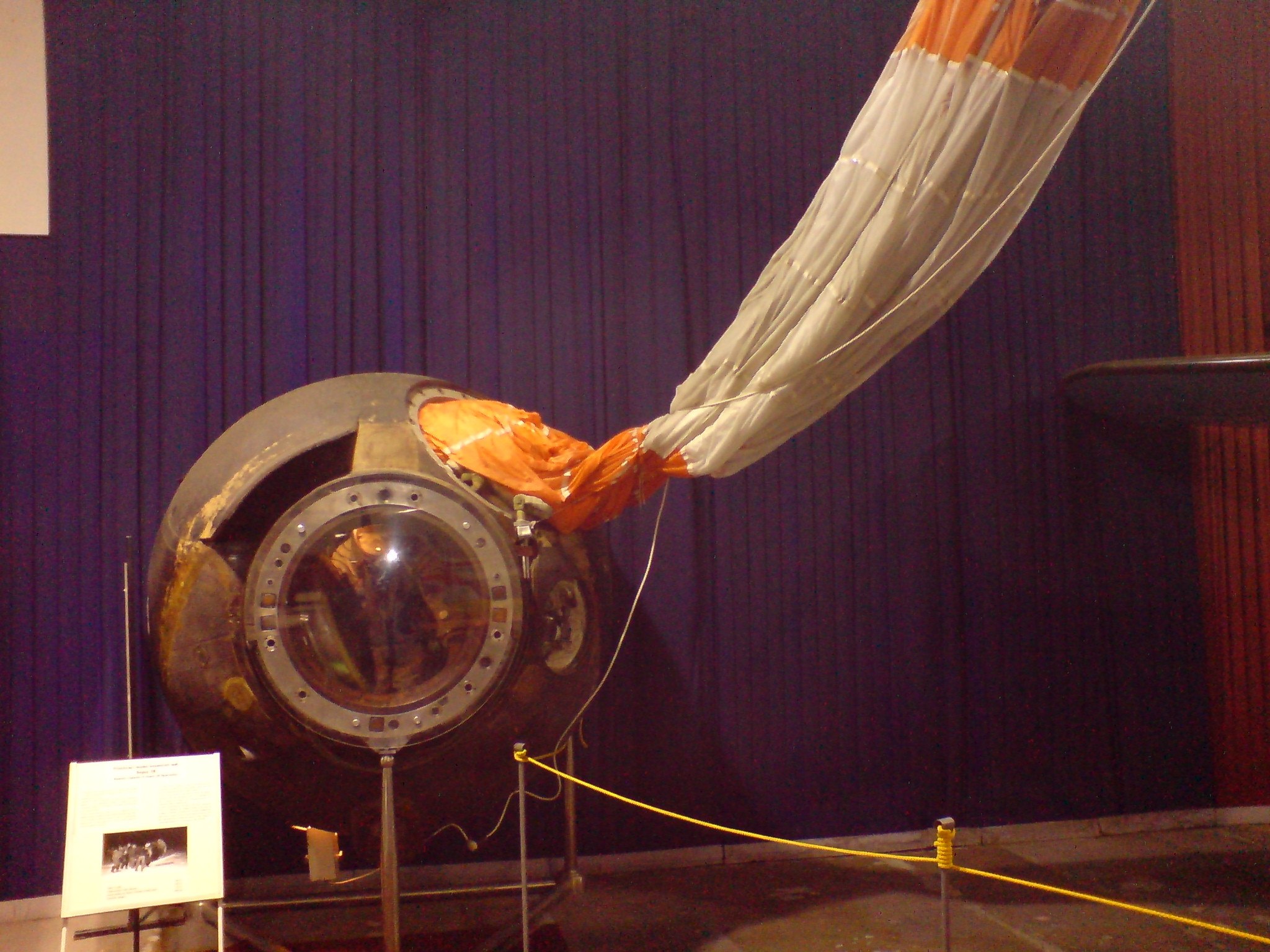
A cápsula do voo de Remek em exposição em Praga.

Vladimír Remek (České Budějovice, 26 de setembro de 1948) foi a primeira pessoa não-soviética ou não-norte-americana a ir ao espaço. 
Oficial das forças armadas da antiga Tchecoslováquia, inaugurou a presença no espaço de cidadãos de outras nacionalidades ao participar da tripulação da nave Soyuz 28, em 2 de março de 1978.
Antes de sua viagem espacial pioneira, Remek era um oficial graduado pela Academia da Força Aérea da Tchecoslováquia e piloto de jatos de combate. 
Em 1973, foi selecionado para o corpo de cosmonautas do programa espacial Intercosmos, um programa político-científico do governo da ex-URSS, de integração de oficiais militares e cientistas de outros países do Pacto de Varsóvia ao programa espacial soviético, sendo o primeiro escolhido para ir ao espaço. Após seu voo, ele e seu companheiro, o cosmonauta soviético Aleksei Gubarev, foram agraciados com a medalha de Herói da União Soviética.
Em 1991 ele se tornaria diretor do Museu de Aviação e Astronáutica de Praga e funcionário graduado da embaixada da Tchecoslováquia em Moscou. A partir de 1995, tornou-se representante de vendas em Moscou de uma fábrica tcheca de motocicletas e armas de fogo.
Remek foi eleito duas vezes para o Parlamento Europeu, representando como candidato independente o Partido Comunista da Boêmia e Morávia, exercendo hoje o cargo de deputado.
Posteriormente, o asteróide 2552 Remek foi batizado em sua homenagem.